# Сорабистика
Сораби́стика (в.-луж. , н.-луж. Sorabistika) — междисциплинарная научная дисциплина, изучающая лужицкие языки и культуру лужицких сербов.

## Центры сорабистики
- В Германии: Серболужицкий институт в Баутцене (издаёт научный журнал Lětopis) и Институт сорабистики в Лейпцигском университете (готовит преподавателей на верхнелужицком или нижнелужицком языках для работы в учебных заведениях[1], издаёт научный журнал Sorapis).
- В Чехии: кафедра славяноведения Карлова университета и Общество друзей Лужицы (издаёт научно-популярный журнал «Чешско-лужицкий вестник»). В Праге расположено крупнейшее собрание серболужицкой литературы за пределами Лужицы — библиотека Горника[2].
- В Польше: институт славянской филологии Варшавского университета (издаёт научный журнал Zeszyty Łużyckie) и отдел славистики Польской академии наук.
- На Украине: Сорабистический центр при Институте славистики Львовского национального университета имени Ивана Франко (издаёт  сборник «Питання сорабістики», материалы по сорабистике печатаются также в сборнике «Проблеми слов'янознавства»).
- В России: Институт славяноведения РАН (материалы по сорабистике печатаются в научном журнале «Славяноведение»)[3].
- В Сербии: научно-просветительский проект «Растко Лужица» (крупнейшая в мире цифровая библиотека по сорабистике[4]), объединяющий исследователей местной школы сорабистики[5].

## История сорабистики

### В Германии
Понятие «сорабистика» появилось в немецкой науке по аналогии с понятиями «славистика» и «германистика». До XIX века серболужицкая наука создавалась в основном священнослужителями. Развитие лингвистики было вызвано переводом местными священниками (вдохновлёнными деятельностью М. Лютера) Библии на лужицкие наречия в XVI—XVII веках. Как носители серболужицкого национального сознания священники принимаются за собирание материала по топонимике, ономастике, мифологии, истории своего народа. В XIX веке светскими учёными среди лужицких сербов были лишь Я. А. Смолер и Я. П. Йордан. В 1847 году была основана культурная и научная организация лужицких сербов Матица серболужицкая, которая выпускала научный журнал «Часопис Матицы Серболужицкой», выходивший два раза в год с 1848 по 1937 год. Роль священников в развитии сорабистики сохранялась до начала XX века. В 1951 году был создан Институт серболужицкого народоведения Академии наук ГДР (с 1992 года — Серболужицкий институт).
С 2000 года в Потсдамском университете издаётся серия книг под названием «Podstupimske pśinoski k Sorabistice», посвящённая истории, культуре, фольклору и языку нижних лужичан.

### В России и СССР
За период с 1920-х до 1980-х годов в СССР была издана единственная серьёзная монография, посвящённая истории и культуре лужицких сербов, — «Лужичане» (1955) московского историка М. И. Семиряги. После этого Семиряга оставил исследования по истории лужицких сербов, и ведущим специалистом по этой теме стала историк Московского государственного университета Л. П. Лаптева. Среди её работ — «Русско-серболужицкие научные и культурные связи с начала XIX века до первой мировой войны (1914 года)» (1993) и «Российская сорабистика XIX—XX веков в очерках жизни и творчества её представителей» (1997). Российские научные учреждения, где изучается сорабистика: Институт славяноведения РАН, Исторический факультет МГУ, Факультет иностранных языков и регионоведения МГУ, Филологический факультет МГУ, Филологический факультет СПбГУ.

### На Украине
Интерес к Лужице и её народу на Украине зародился в середине XIX века. Исследования по сорабистике в российской части Украины велись в общероссийском русле. Первыми украинскими учёными в этой области был И. Срезневский, О. Бодянский, В. Григорович, А. Котляревский, которые работали в университетах Украины или поддерживали связи с учёными из Украины. На украинских землях (в основном в Лемберге), находившихся под властью Австрии, в XIX веке возникло второе крыло украинской сорабистики, которую представляли такие учёные и литераторы, как Я. Головацкий, А. Торонский, М. Драгоманов и другие. Много о Лужице в конце XIX века писал Иван Франко. В период между мировыми войнами во Львове сорабистикой занимались украинские и польские учёные М. Возняк, М. Грушевский, К. Студинский, В. Ташицкий, И. Свенцицкий и другие. На украинских землях, входивших в состав Советского Союза, развитие сорабистики было затруднено из-за политики изоляции лужицких сербов и отсутствия достоверной информации о положении этого народа. После Второй мировой войны изучение сорабистики на Украине возобновилось в 1950-е годы. Во Львовском университете сформировался сорабистический центр, который стал координировать научную, переводческую и иные виды деятельности в этой области. С конца 1950-х годов на кафедре славянской филологии в университете Львова начали работать В. Моторный и К. Трофимович.

##### 1960—1990-е годы
Львовские сорабисты установили контакты с учёными, журналистами и литераторами Лужицы, собиравшими украинский материал. Гости из Лужицы выступали во Львовском университете, печатались в местной прессе. На Украине в 1960—1990-е годы побывали многие серболужицкие писатели, в том числе Юрий Брезан, Юрий Кох, учёные-сорабисты М. Каспер, Д. Шольце, Г. Шустер-Шевц и другие. 
В послевоенные годы сорабистические исследования проводились также в Киеве и Харькове, украинскими писателями и переводчиками были выполнены многочисленные переводы серболужицкой литературы и фольклора. 
Одним из ведущих специалистов в этой области был профессор К. К. Трофимович (ум. 1993), долгие годы возглавлявший кафедру славянской филологии Львовского университета. Ему принадлежит авторство «Верхнелужицко-русского словаря» (1974) и монографии «Серболужицкая литература» (1987). К. Трофимович стал первым учёным в СССР, который защитил докторскую диссертацию по сорабистике («Становление и развитие верхнелужицкого литературного языка», 1978). 
Десятки статей в 1960—1990-е годы были опубликованы украинскими авторами в украинском издании «Проблеми слов'янознавства», лужицком журнале Lětopis и других изданиях. Эти публикации были посвящены лужицким языкам, литературе, фольклору, истории, вопросам украинско-лужицких связей. В середине 1980-х годов значительную роль в развитии украинской сорабистики играли международные сорабистические семинары, которые регулярно проводятся (раз в два года с 1984 года) Львовским университетом и Серболужицким институтом при участии учёных из Германии и славянских стран. В 1960—1990-е годы на Украине кроме литературных переводов выходили и научно-популярные книги, из которых украинские читатели узнавали о культуре, истории, языке, литературе лужицких сербов. В 1997 году во Львове вышла первая обстоятельная работа постсоветского славяноведения — «Лужицькі Серби», созданная в соавторстве учёными из Украины и Лужицы. В 1993 году вышел Украинско-лужицкий словарь К. Трофимовича. Подготовка сорабистов во Львовском университете осуществляется при поддержке Серболужицкого института, благодаря чему украинские слависты проходят стажировку и работают в архивах и библиотеках Лужицы.

### В Югославии и Сербии
Интерес лужицких и балканских сербов друг к другу проявился во второй половине XIX века. В 1840 году в переводе на сербский язык вышли путевые заметки словацкого учёного Людовита Штура. В конце XIX века появились путевые заметки сербских авторов, в том числе «Дорога из Белграда в Лейпциг» педагога Й. Миодраговича (1881), «Из Лужицы и Будишина» военного историка Й. С. Виловского (1892), «Из Лужицкой Сербии» белградского профессора Н. Несторовича (1899). В это время сербские газеты рассказывали читателям о литературе в Лужице. Период между двумя мировыми войнами явился «золотым веков» сорабистики в Югославии. В белградском журнале «Српски книжевни гласник» были опубликованы работы: «Лужицкие сербы и их вождь д-р Арношт Мука» Й. Ерделяновича, «О серболужицкой литературе» Й. Кршича (1929), «Лужицкие сербы и их родина» С. Влаховича (1930), «По следам славянства в современной Германии» А. Елачича (1936). В 1931 году в Белграде вышла книга очерков словенского теолога Леопольда Ленарда «Сербство в поэзии лужицких сербов». В июне 1934 года в Любляне вышел первый и последние номер журнала Srbska Lužica. В первые годы после окончания Второй мировой войны интерес к лужицким сербам был связан с изменением границ в послевоенной Европе. В последующие десятилетия сербы Югославии почти забыли о лужицких сербах. Близкие контакты с Лужицей поддерживала Словения, в которой в 1966 году была издана книга Тонета Главана Lužiški Srbi. Кроме словенцев интерес к лужицким сербам проявляли также хорваты и македонцы. В 1974 году в Белграде вышли «Народные сказки лужицких сербов», в 1984 году в Крагуевце была издана «Литература лужицких сербов». Исследованиями в области сорабистики во второй половине XX века занималась белградский богемист Нада Джорджевич (ум. 2001). В 1995 году в Нови-Саде вышла работа М. Цвиетича «Лужицкие сербы и югославы с 1840 до 1918 года», которая была посвящена литературным связям между народами.